# Lize Marke
Lize Marke (ur. 1 grudnia 1936 w Wemmel) – belgijska wokalistka pop, prezenterka. Reprezentantka Belgii podczas 10. Konkursu Piosenki Eurowizji.

## Kariera

### Konkurs Piosenki Eurowizji
Marke zaczęła śpiewać profesjonalnie w 1962 roku, a w 1963 roku po raz pierwszy wzięła udział w belgijskich preselekcja do Eurowizji. Wtedy też zaprezentowała dwie piosenki „Luister naar de wind” i „Saksisch porselei”. Propozycje zakończyły jednak rywalizacja odpowiednio na drugim i czwartym miejscu.
W 1965 wykonywała wszystkie sześć propozycji podczas kolejnych krajowych wyborów. Ostatecznie głosowanie jury zwyciężyła piosenka „Als het weer lente is”. Podczas Eurowizji, piosenka jednak nie odniosła sukcesu, zajmując ostatnie (wspólnie z Finlandią, Niemcami i Hiszpanią) piętnaste miejsce z zerowym dorobkiem punktowym. Było to już drugie „zero punktów” w historii tego kraju. Pierwszy niechlubny tytuł otrzymał Fud Leclerc w 1962 roku. Marke była również drugą od czasu debiutu kobietą reprezentującą Belgię.

## Po Eurowizji
W 1965 roku, Lize Marke prowadziła swój autorski program na kanale VRT. Potem jej kariera ustała, choć wydawała płyty i występowała aż do połowy lat 70. W 2002 roku została wydana płyta z jej największymi przebojami.

## Dyskografia

### Single
- 1963 „Luister naar de wind”[2]
- 1964 „Esta noch n”o[2]
- 1965 „Als het weer lente is”[2]
- 1967 „Kerstnacht”[2]
- 1967 „Lara's Lied”[2]
- 1967 „Wat is 't leven toch mooi”[2]
- 1970 „Zeemeeuw”[2]
- 1974 „Papillon”[2]
- 1975 „Vlaanderen mijn vaderland”[2]